# كيم جونغ-أو
كيم جونغ-أو هو سياسي كوري جنوبي، ولد في 22 مايو 1921 في Cheongwon County ‏ في كوريا الجنوبية، وتوفي في 30 مارس 1966 في سول في كوريا الجنوبية بسبب مرض. انتخب Chairman of the Joint Chiefs of Staff (South Korea) ‏.